# Уппсальская мечеть
Уппсальская мечеть (швед. Uppsala Moské) — небольшая мечеть, расположенная в шведском городе Уппсала. Построена в 1995 году. Во время строительства мечеть ошибочно называли самой северной мечетью в мире (в действительности самой северной была Санкт-Петербургская мечеть). До завершения постройки мечети в Умео эта мечеть будет являться самой северной в Швеции.